# El Naranjo, Veracruz
El Naranjo är en ort i Mexiko.   Den ligger i kommunen Playa Vicente och delstaten Veracruz, i den sydöstra delen av landet, 400 km sydost om huvudstaden Mexico City. El Naranjo ligger 109 meter över havet och antalet invånare är 121.
Terrängen runt El Naranjo är platt. Runt El Naranjo är det ganska glesbefolkat, med 24 invånare per kvadratkilometer. Närmaste större samhälle är Abasolo del Valle, 8,0 km norr om El Naranjo. Omgivningarna runt El Naranjo är en mosaik av jordbruksmark och naturlig växtlighet.